# Maxime Lucu
Maxime Lucu (Francia, 12 de enero de 1993) es un jugador profesional francés de rugby que se desempeña en la posición de medio scrum en Union Bordeaux Bègles, equipo perteneciente a la liga Top 14.

## Carrera
Lucu es un jugador de formación francesa (JIFF). Comenzó su carrera deportiva con el equipo Saint-Pée UC, en el cual jugó seis temporadas (2004-2010), después pasó a Saint Jean-de-Luz Olympique Rugby (2010-2011), luego a Biarritz Olympique Pays Basque (2011-2019), posteriormente a Union Bordeaux Bègles, donde lleva jugando cinco temporadas.